# 基本高水
基本高水（きほんこうすい、きほんたかみず）は、洪水防御に関する計画の基本となる洪水のことをいい、河川法施行令第十条の二で定義されており、河川整備基本方針において定められるものである。また国土交通省河川砂防技術基準によれば、基本高水は洪水の流量ハイドログラフで表現される。

## 概要
一般的に、基本高水によって洪水氾濫が生じないようにダムなどの貯留施設の設置や河川改修が行われている。基本高水は河川管理者によって定められ、その算定方法の基準が国土交通省河川砂防技術基準によって定められている。その技術基準の総則において述べられているように、あくまでも技術的事項についての標準が定められており、他に適切な手法が存在する場合にはその採用を妨げるものではないようである。
さらに、その技術基準を詳細に解説している書物が出版されている。
河川整備基本方針をみると、基本高水そのものよりも基本高水のピーク流量が重視される場合が多いようである。例えば、基本高水のピーク流量からダムでカットする流量を差し引いた流量を計画高水流量といい、河道計画において重要になる。
昔、基本高水のピーク流量は既往最大ピーク流量で定められていた。この方法は簡単で分かりやすいが、既往最大ピーク流量が更新される毎に基本高水のピーク流量が変更されることになる。
基本高水を度々変更することは下位計画も変更しなければならず大きな問題である。橋梁の付替えを行う必要も発生するかもしれない。
現在の主な算定手法は推測統計学を基礎とする治水安全度の概念に基づいている。つまり、これまでたまたま大きな洪水が生起していなかった河川でも今後生起する洪水を見越して基本高水を定めている。
また、河川の経済的、社会的重要度から治水安全度を設定することで、合理的に複数の河川の治水対策を実施することが可能になった。しかし、基本高水は地球温暖化にみられるような気候変動の影響が考慮されていない。
基本高水は治水施設などで人為的な制御の影響を受けていない流量でなければならない。また、計画規模に従って、計画基準点ごと、計画対象施設ごとに定められる。